# アキノキリンソウ
アキノキリンソウ（秋の麒麟草、Solidago virgaurea var. asiatica）とはキク科アキノキリンソウ属の多年草である。

## 特徴
高さは70〜80cm程度となり、8〜11月に総状の黄色い花を多数つける。葉は互生し、茎の下部では先端がとがる楕円形、上部では披針形になっている。
北海道から九州、朝鮮に分布。山地や丘陵の日当たりのよい場所に生える。かつては里山に囲まれた水田の周辺、ため池の土手などにごく普通に見られた秋草の代表であり、リンドウ等と共に小学校の教科書や絵本などでよく紹介された。しかし、そのような環境の減少や荒廃と共に見られる場所が少なくなり、「秋の道ばたの黄色い花」はセイタカアワダチソウに取って代わられた感がある。
アキノキリンソウの若葉は食用可であり、水にさらした後和え物やおひたしにする。また、陰干しにしたものは薬用にもなる。
英名は「Golden Rod」。ヨーロッパ種の用い方は日本の本草書にも影響を与え、『和蘭薬鏡』（1820年）に「金花草」の名で収載されている。ローマ時代は万能の薬草と言われ、傷薬として用いられた。
「キリンソウ（麒麟草、黄輪草）に花の様子などが似、秋に花を咲かせることからこの名があるが、キリンソウはベンケイソウ科であり本種はキク科であるので花形が似ているだけで全くの別種である。

## 近縁種など
変異の多い種でもある。基本亜種はヨーロッパ産のヨウシュアキノキリンソウ。亜種のミヤマアキノキリンソウと比較して、花は散房状で総苞片は4列であることが異なるが、中間型もあり厳密な区別は難しい。オオアキノキリンソウも別亜種で、北海道から本州北部の海岸に生える。
別種ながら関係のあるものとして、アオヤギバナとイッスンキンカがある。
- アオヤギバナ（S. yokusaiana Makino）は葉が細くて株立ちになる。本州から九州に分布し、常に渓流の周辺に生育する。アキノキリンソウから渓流植物になったものと考えられる。
- イッスンキンカ（S. minutissima (Makino) Mitam.）は屋久島の高地のみに産するもので、草丈がせいぜい7cmにしかならない、ごく小型の植物である。一種の島嶼型と考えられる。